# Kelly Marie Tran

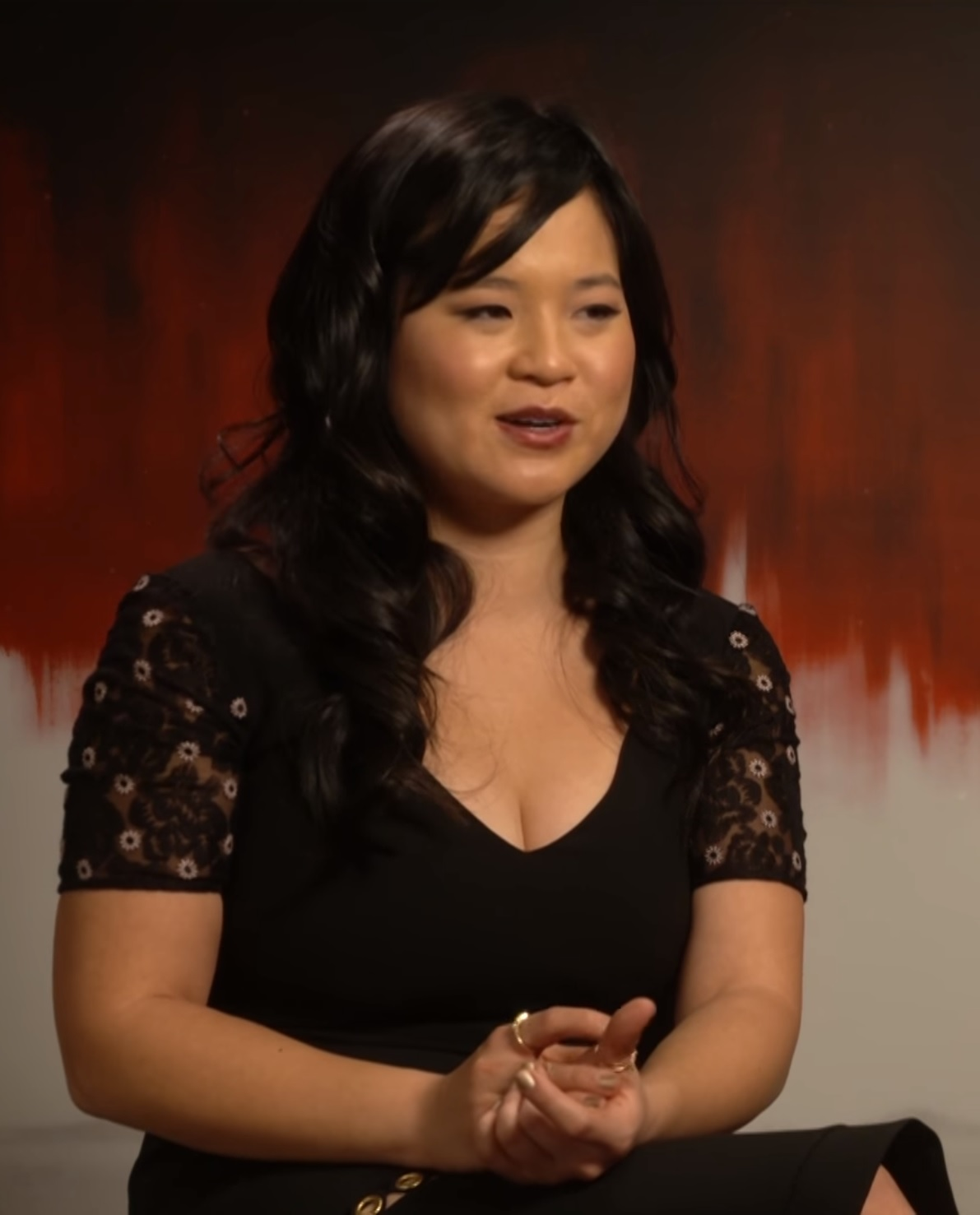
Kelly Marie Tran (2017)

Loan Tran, bekannt unter ihrem Künstlernamen Kelly Marie Tran (* 17. Januar 1989 in San Diego, Kalifornien), ist eine US-amerikanische Schauspielerin vietnamesischer Abstammung, die vor allem durch ihre Rolle als Rose Tico aus dem Film Star Wars: Die letzten Jedi Bekanntheit erlangte.

## Leben und Karriere
Kelly Marie Tran stammt aus San Diego in Kalifornien und sammelte erste Schauspielerfahrung auf verschiedenen Theaterbühnen ihrer Heimatstadt. Sie ist eine Absolventin der Schauspielklasse Leslie Kahn and Co. Ihre Eltern immigrierten als Flüchtlinge aus Vietnam in die Staaten.
Ihre erste Rolle vor der Kamera übernahm sie 2011 im Kurzfilm Untouchable. Es folgten weitere Engagements in Kurzfilmen, bevor sie 2013 mit der Doppelrolle Kelly / Larry in der Serie Ladies Like Us erstmals in einer größeren Rolle zu sehen war. Weitere Serienauftritte folgten etwa mit About a Boy, Adam Ruins Everything und CollegeHumor Originals.
Einem größeren Publikum wurde sie durch die Rolle der Rose Tico aus dem Filmen Star Wars: Die letzten Jedi und Star Wars: Der Aufstieg Skywalkers bekannt.

## Filmografie (Auswahl)
- 2011: Untouchable (Kurzfilm)
- 2011: This Indie Thing (Fernsehserie, Episode 2x05)
- 2011: Impressions (Kurzfilm)
- 2011: Hot Girls on the Beach
- 2012: Incredible Crew (Fernsehserie, Episode 1x05)
- 2012: The Cohasset Snuff Film
- 2012: Fabulous High (Kurzfilm)
- 2013–2015: Ladies Like Us (Fernsehserie, 6 Episoden)
- 2014: To the Bridge (Fernsehserie, Episode 1x01)
- 2014: About a Boy (Fernsehserie, 2 Episoden)
- 2014: Currently Cool (Fernsehserie, Episode 1x02)
- 2014–2016: CollegeHumor Originals (Fernsehserie, 7 Episoden)
- 2014–2016: Gortimer Gibbon – Mein Leben in der Normal Street (Fernsehserie, 3 Episoden)
- 2015: Comedy Bang! Bang! (Fernsehserie, Episode 4x18)
- 2015: Adam Ruins Everything (Fernsehserie, 2 Episoden)
- 2015: Discount Fitness (Fernsehserie, Episode 1x02)
- 2016: History of the World... For Now (Fernsehserie, Episode 1x04)
- 2016: Fall Into Me (Fernsehserie, Episode 1x02)
- 2016: Sing It! (Fernsehserie, Episode 1x01)
- 2016: XOXO
- 2017: Star Wars: Die letzten Jedi (Star Wars: The Last Jedi)
- 2018: Star Wars: Die Mächte des Schicksals (Star Wars: Forces of Destiny, Fernsehserie, Episode 2x03, Stimme)
- 2018–2019: Sorry for Your Loss (Fernsehserie, 20 Episoden)
- 2019: Star Wars: Der Aufstieg Skywalkers (Star Wars: The Rise of Skywalker)
- 2020: Monsterland (Fernsehserie, Episode 1x07)
- 2020: Die Croods – Alles auf Anfang (The Croods: A New Age, Stimme)
- 2021: Raya und der letzte Drache (Raya and the Last Dragon, Stimme)
- 2023: The Young Wife
- 2024: Sweet Tooth (Fernsehserie)
- 2025: The Wedding Banquet
- 2025: Forge